# Bohemund III. (Antiochia)

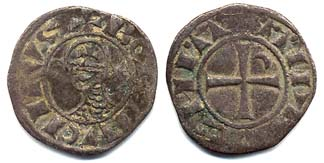
Bohemund III. (Antiochia)

Bohemund III. von Antiochia, genannt der Stotterer, frz. Bohémond III d’Antioche le Bègue (* 1144; † 1201), war Fürst von Antiochia von 1163 bis 1201.

## Leben
Er war der Sohn von Konstanze von Antiochia und ihrem ersten Ehemann Raimund von Poitiers. Bohemund war beim Tod seines Vaters Ende Juni 1149 gerade fünf Jahre alt. Daher übernahm der Patriarch Aimerich von Limoges die Regierungsgewalt in Antiochia. Konstanzes 19-jähriger Cousin Balduin wurde als Regent eingesetzt und schlug ihr vor wieder zu heiraten. 1153 folgte die Ehe mit dem französischen Ritter Renaud de Châtillon, der wiederum 1160 auf einem Raubzug in den Antitaurus gefangen genommen wurde. 
1163 übernahm dann der volljährig gewordene Bohemund III. selbst die Regentschaft in Antiochia. 1164 wurde er von Nur ad-Din gefangen genommen, nachdem er mit Konstantin Koloman, Raimund von Tripolis und Hugo von Lusignan in der Schlacht von Artah in einen Hinterhalt geraten war und in Ketten nach Aleppo gebracht. Allerdings wurde er gleich im Folgejahr, nachdem König Amalrich I. von Kaiser Manuel I. Komnenos das erforderliche Lösegeld erhalten hatte, wieder freigelassen.
1181 verließ Bohemund seine zweite Gattin Orguilleuse, um eine Frau namens Sibylle zu sich zu nehmen, nach dem nicht immer verlässlichen Wilhelm von Tyrus eine Hure. Papst Alexander III. tadelte ihn deshalb mit einer Bulle und der Patriarch von Jerusalem exkommunizierte ihn, was Bohemund aber nicht umstimmte. Die Ehe wurde schließlich anerkannt, vermutlich, nachdem seine ersten beiden Frauen verstorben waren. 1193 wurde Bohemund von Leo I. von Kleinarmenien in Baghras gefangen genommen, nach Smbat Sparapet mit Hilfe seiner Ehefrau Sibylle, der Schwiegermutter Leos, und gefangen nach Sis gebracht. Auf Vermittlung König Heinrichs von Jerusalem wurde er 1194 freigelassen und der Konflikt mit Leo I. 1195 durch Verheiratung von Bohemunds Sohn Raimund mit Alix von Armenien, Leos Nichte und Tochter von Ruben III., beigelegt.

## Ehe und Nachkommen
Bohemund war insgesamt viermal verheiratet, jedes Mal mit einer Frau, die bereits vorher verheiratet gewesen war:
- Um 1160 heiratete er in Konstantinopel Irene Komnena (Wilhelm von Tyrus nennt sie Theodora), eine Nichte des byzantinischen Kaisers Manuel I. Nach seiner Scheidung schickte Bohemund sie nach Konstantinopel zurück. Irenes erster Gatte ist unbekannt. Mit Irene hatte er zwei Töchter:
  - Konstanze;
  - Philippa ⚭ Balduin/Balian von Patriarcha aus Antiochia, lebte mit ihm in Akkon.
- Zwischen 1162 und 1166 bis 1180 heiratete er Orgueilleuse von Harenc (Orzogliosa), die Tochter des Herren von Harenc, Rainald von Saint-Valery, die Witwe von Guillaume de Fresnel. Ihr Bruder war nach Collenberg vermutlich Silvester von Poitiers. Der Ehe entsprossen zwei Söhne:
  - Raimund IV. († 1199), Graf von Tripolis (1187–1189), Regent von Antiochia (1193–1194);
  - Bohemund IV. († 1233), Fürst von Antiochia (1201–1216, 1219–1233) und Graf von Tripolis (1189–1233).
- Zwischen 1181 und 1199 war er mit Sibylle, der Mutter des Konstablers von Antiocha, verheiratet. Mit ihr hatte er einen Sohn und eine Tochter:
  - Wilhelm (Guillaume);
  - Alix (1216 urkundlich bezeugt) ⚭ 1204 Guido I. Embriaco († 1241), Herr von Gibelet.
- 1199 heiratete er Isabella von Farabel, eine Cousine der Beatrix von Diaspre, der Tochter von Gauthier von Surdeval (Le Dur oder Laitor). Isabella war geschieden worden, nachdem ihr Mann an Lepra erkrankt war. Collenberg nimmt an, dass Sybille und Isabella identisch sind. Sie wurde die Mutter von zwei Söhnen und einer Tochter:
  - Guillaume (Gilimin);
  - Bohemund (* vor 1200; † 1244), Herr von Batrun;
  - Chavia (Eschiva).